# Руссов Олександр Петрович
Олекса́ндр Петро́вич Ру́ссов (Ру́сов) (рос. дореф. Александръ Петровичъ Руссовъ (Русовъ); нар. 1847 — пом. 1908, Одеса, Херсонська губернія, Російська імперія) — російський підприємець, купець 1-ї гільдії, мільйонер, меценат і колекціонер, спадковий почесний громадянин Одеси.
Відомий своєю великою колекцією витворів образотворчого мистецтва, яка складалася здебільшого з робіт російських художників, а також робіт художників південноросійської школи. Відкрив у центрі Одеси приватну галерею, де зберігалася його колекція.

## Життєпис

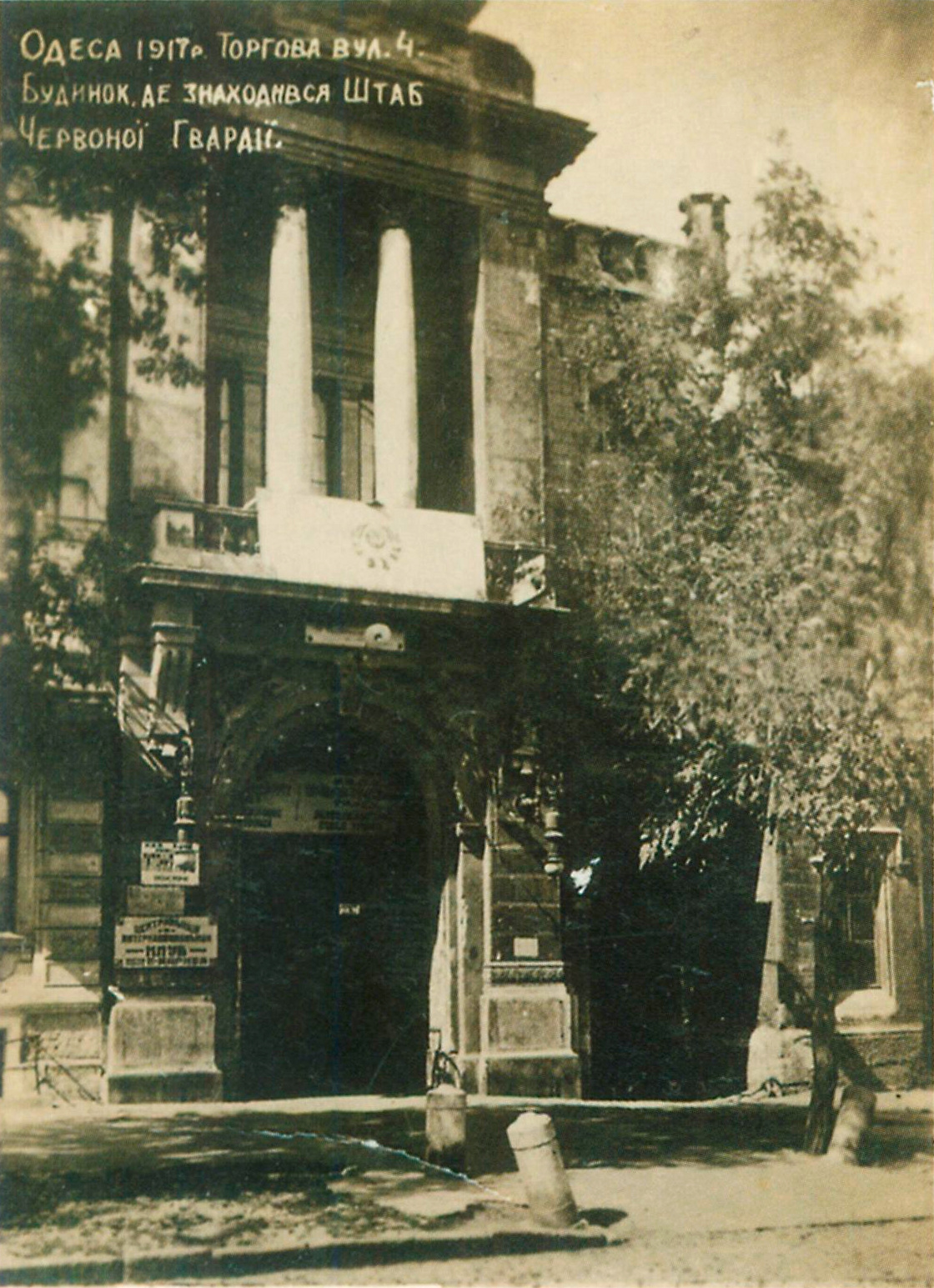
В'їзний портал картинної галереї

Сім'я Русових довгі роки займалася підприємницькою діяльністю. Основу статку родини складало вівчарство, торгівля вином і землеробство у Бессарабській, Пермській і Самарській губерніях. Батько Олександра Петровича, Петро Степанович Руссов, був міським головою Аккермана, громадським діячем і благодійником. В Одесі Руссови володіли великою кількістю нерухомості.
Олександр Петрович Руссов народився 1847 року.

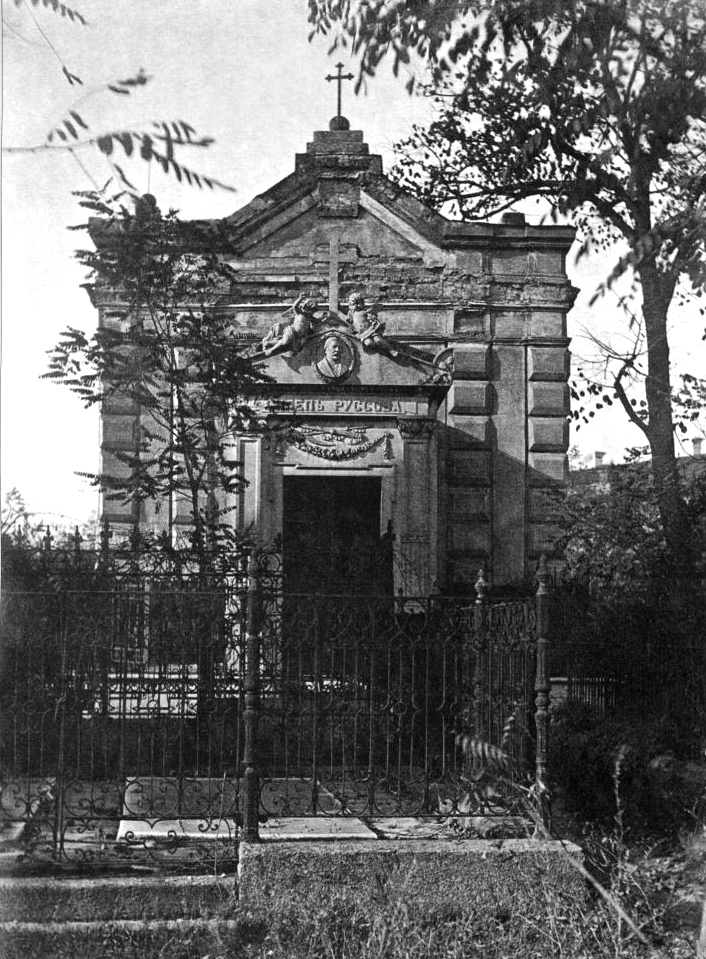
Склеп Руссова на Першому Християнському цвинтарі

Був великим домовласником, у 1897 році на Садовій вулиці почалося спорудження великого чотириповерхового будинку для самих заможних верств населення. Наступного року Руссов придбав у Сабанського та Рафаловича ділянки між Торговою Софіївською та Приморською вулицями загальною площею 2300 кв. саж., де спорудив сім будинків, садибу і картинну галерею. П'ять будинків на розі Торгової та Софіївської вулиці було споруджено до вересня 1902 року, вони є конструктивно схожими, але мають різне оздоблення. На схилі між початком Торгової вулиці і Приморської вулиці було закладено сад. Існувало і багато інших будинків О. П. Руссова у тому числі дача на Малому Фонтані, останні споруди були зведені перед самою смертю Руссова у 1908 році. У 1907 році працював посадовцем у чині колезького радника.
Руссов підтримував художників-початківців, створив фонд для нужденних художників, надавав грошову допомогу благодійним закладам, сприяв розвиткові яхтового мистецтва, засновував іменні стипендії для курсантів Училища торгового судноплавства.
22 липня 1908 року О. П. Руссов помер, після чого був похований у родинному склепі на Першому міському кладовищі. Спадок оцінено в 10000000 рублів, у тому числі збірка картин у 1000000 рублів. Будинок на Садовій був проданий ними відразу після смерті О. П. Руссова, інші будинки залишалися у власності спадкоємців до самого Жовтневого перевороту. У 1912 році власність була розподілена між спадкоємцями

## Колекція
Будучи широко освіченою людиною та любителем живопису, Олександр Петрович Руссов вже до кінця XIX століття зібрав значну колекцію. До її складу входили полотна таких російських художників, як: І. Павіла, Н. Є. Сверчковаа, П. М. Шамшина, М. Д. Дмитрієва-Оренбурзького, І. Аскназія, Я. Бровара, А. Єгонова, П. Ковалевського, С. Криволуцького, А. Попова, В. Сімова, І. Тихомирова, К. Шершевського, О. Е. Браза, М. П. Латрі, Івана Айвазовського, Олександра Бенуа, Карла Брюллова, Аполінарія та Віктора Васнецових, Василя Верещагіна, Миколи Ґе, Василя Кандінського, Юлія Клевера, Костянтина Коровіна, Ісаака Левітана, Володимира та Костянтина Маковських, Леоніда Пастернака, Іллі Рєпіна, Петра Соколова, Івана Шишкіна, а також найкращих представників так званої південноросійської школи — Герасима Головкова, Тит Дворніков, Киріака Костанді, Миколи Кузнецова, Петра Нілуса, Руфіна Судковського тощо.. У колекції Руссова були також картини закордонних художників, перш за все, французьких, саксонський і севрські порцелянові вироби та інший антикваріат.
Раніше грудня 1901 року для будівництва картинної галереї було відведено 700 кв. саж. на Торговій вул., 4 на ділянці за особняком Каспара де-Азарта. Спорудження коштувало близько 400000 тис. рублів, і було закінчено наприкінці 1903 року, після чого у частині приміщень розмістили картини, однак деякі оздоблювальні роботи здійснювалися до 1905 року. 25 квітня 1905 року відбулося урочисте відкриття картинної галереї. В'їзд до галереї розмістився між ділянкою де-Азарта № 2 і ділянкою О. П. Руссова № 6 і уявляв собою урочисту двоповерхову споруду-вставку.
У галереї експонувалося близько 850 полотен, на збирання яких О. П. Руссов витратив більше 750000 рублів. Колекція О. П. Руссова була доступна для відвідування у вихідні дні, вхід був платний. Галерея була одноповерховою, складалася з виставкового залу, що освітлювався ліхтарем і приміщень картинної галереї О. П. Руссова, музею рідкостей та ужитково-витвірного мистецтва. У музеї експонувалися: колекція російських історичних медалей, мініатюр, табакерок, виробів із слоновій кістки, годинників, порцеляни, срібла, зброї та інше. Музей відчинявся тільки у особливі дні. Приміщення першого поверху були оздоблені у стилі Людовика ХІІІ. У виставковому залі експонувались картини молодих художників. Під ним у підвалі розміщувався зал з акваріумами та фонтаном. Також у підвалі розміщувались туалети, кімната для паління та інші допоміжні приміщення.
Вже після смерті Олександра Петровича, 1912 року було здійснено добровільний розділ майна між чотирма синами, дружиною і дочкою Руссова. Вважається, що будівля галереї до 1917 року належала одному з його синів, але у довідниках 1910-х років зазначалося, що вона належала його синам: Олександру, Володимиру, Миколі та Петру. В останній раз найбільша кількість колекції Олександра Руссова експонувалася у 1919 році. У 1920-му її намагалися вивезти за кордон морем на пароплаві «Костянтин». Однак, це не вийшло здійснити, а деякі роботи у процесі зникли, як наприклад, 20 картин Ісаака Левітана. Зрештою галерея розпалася на окремі фрагменти: деякі картини потрапили у музеї, а інші — у приватні колекції чи зникли.
У листопаді 1917 року у будівлі був відкритий клуб Червоної гвардії, який працював спільно з галереєю. В середині 1919 року галерея була перетворена у Державний музей художньої культури, його колекція була поповнена новими картинами і нараховувала близько 2000 одиниць зберігання. У 1920 році білогвардійці вивезли частину картин на пароплаві «Костянтин», картини загинули. Деякі картини опинилися у інших музеях. У 1930-х роках у будинку галереї розмістився військовий штаб, картини на той час у будинку не зберігались. Під час авіаналіту будівля галереї та особняк були зруйновані, сусідні будівлі пошкоджені.
З 27 червня по 27 серпня 2013 у Одеському художньому музеї відбулася виставка «Реконструкція картинної галереї О. П. Руссова» під час якої експонувалися всі 119 картин з галереї Руссова, що зберігаються у музеї.

## Сім'я
Сім'я Русових довгі роки займалася підприємницькою діяльністю. Основу статку родини складало вівчарство, торгівля вином і землеробство у Бессарабській, Пермській і Самарській губерніях. Батько Олександра Петровича, Петро Степанович Руссов, був міським головою Аккермана, громадським діячем і благодійником.
Руссови зіграли помітну роль в розвитку вітрильного спорту в Одесі, встановлення іменних стипендій для вихованців Училища торгового мореплавання, створення вітрильних гуртків, які надавали можливість практично для будь-якого з городян можливість оволодіти управлінням вітрилами, освоїти навички веслування, порятунку на воді, вивчитися плавати, за допомогою спеціальної бібліотеки ознайомитися з теорією мореплавання, брати участь в різноманітних морських святах, займатися поштово-голубиних спортом тощо.

## Нерухомість у Одесі
Всі будинки О. П. Руссова, що збереглися, занесені до реєстру пам'яток місцевого значення міста Одеси.

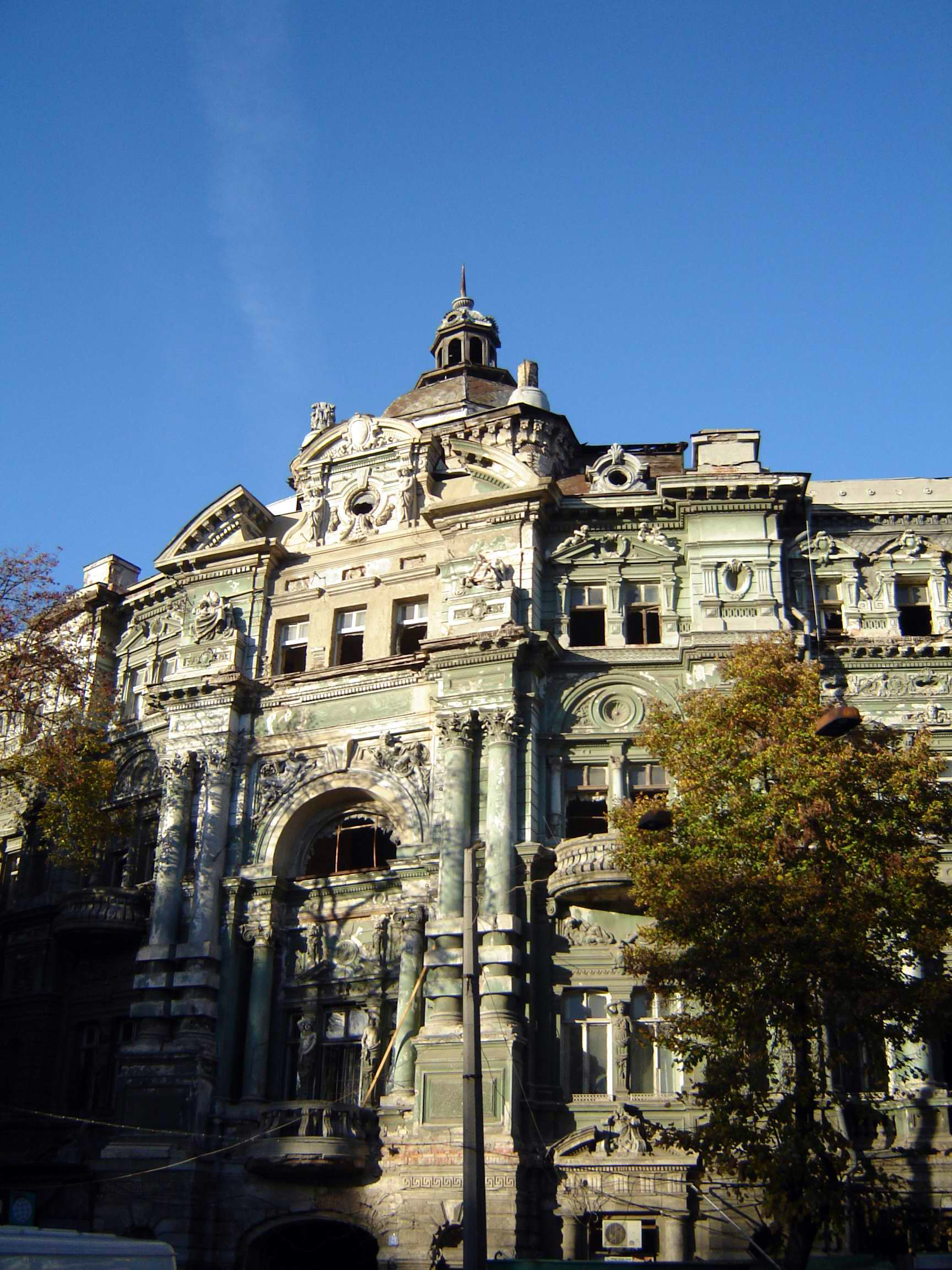
Садова вул., 21

- Садова вул., 21. Споруджений за проектом архітекторів В. І. Шмідта та Л. М. Чернігова впродовж 1897—1898 років. Чотириповерховий, з магазинами на першому поверсі. Після спорудження будинку одно з торгових приміщень орендувала аптека А. Гаєвського та А. Поповського. У 1908 році після смерті О. П. Руссова будинок був придбаний Антоном Еразмовичем Гаєвським. У 1912 році за проектом інженера В. К. Медокса була здійснена реконструкція будинку. Пам'ятник архітектури місцевого значення № 33-Од.
- Софіївська вул., 9. Споруджений у 1898—1901 рр. за проектом архітектора Л. М. Чернігова і за участю інж. В. І. Піонтковського. Чотириповерховий будинок з двома подвір'ями. Пам'ятник архітектури місцевого значення № 790-Од.
- Софіївська вул., 11. Споруджений у 1898—1901 рр. за проектом архітектора Л. М. Чернігова і за участю інж. В. І. Піонтковського. Будинок чотириповерховий, фасад схожий з фасадом будинку на Базарній вул., 59. Пам'ятник архітектури місцевого значення № 792-Од.
- Софіївська вул., 13. Споруджений між 1989 та 1902 роком за проектом архітектора Л. М. Чернігова. Чотириповерховий будинок. У правому під'їзді з боку Торгової вулиці збереглися живописні плафони тамбуру. У 1913 році за проєктом Я. С. Гольденберга на першому поверсі були влаштовані магазини. Постраждав від авіанальоту у 1940-х роках. Відновлений за проектом архітектора Й. О. Гродського у 1946—1948 рр. Пам'ятник архітектури місцевого значення № 793-Од.
- Софіївська вул., 16. Споруджений у 1900-х роках у стилі модерн за проектом архітектора Л. М. Чернігова. Триповерховий будинок. Конструктивно схожий на будинки на Коблевській вул, 38 а, б. Пам'ятник архітектури місцевого значення № 795-Од.
- Торгова вул., 4 Особняк та картина галерея О. П. Руссова, споруджені за проектом архітектора Л. М. Чернігова у 1901—1905 рр. Картина галерея була одноповерховою, з підвалом. Зруйновані у 1940-х роках під час авіанальоту. Будівлі були розташовані за ділянкою № 2. Потрапити до них можна було скрізь урочистий портал між будинками № 2 та № 6.
- Торгова вул., 6 Споруджений між 1989 та 1902 роком за проектом архітектора Л. М. Чернігова. Пам'ятник архітектури місцевого значення № 848-Од.
- Торгова вул., 8 Споруджений на межі ХІХ — ХХ ст. Кардинально відрізняється від інших будинків О. П. Руссова. Чотириповерховий будинок повністю виконаний з цегли. Постраждав від авіанальоту в 1940-х роках, ліве крило зруйноване. Пам'ятник архітектури місцевого значення № 850-Од.
- Торгова вул., 10 Споруджений між 1989 та 1902 роком за проектом архітектора Л. М. Чернігова. Чотириповерховий будинок. Постраждав від авіанальоту у 1940-х роках, праве крило зруйноване. Відновлений у ІІ-й пол. ХХ ст. Пам'ятник архітектури місцевого значення № 851-Од.
- Приморська вул., 35. Триповерховий будинок.
- Базарна вул., 49. Споруджений у на межі ХІХ — ХХ століть за проектом архітектора Л. М. Чернігова. Будинок чотириповерховий, фасад схожий з фасадом будинку на Софіївській вул., 11. Пам'ятник архітектури місцевого значення № 89-Од.
- Ланжеронівська вул., 19. У 1875-х році належав Акрудінському, тоді ж реконструйований архітектором Л. Л. Влодеком у готель «Швейцарський». Наприкінці ХІХ ст. належав Черепіннікову. Між 1906 та 1907 роками був придбаний О. П. Руссовим і через деякий час реконструйований за проектом архітектора Л. М. Чернігова у прибутковий будинок. Будинок триповерховий. Балкони, вхідні двері та оздоблення інтер'єрів виконано у стилі модерн. Пам'ятник архітектури місцевого значення № 413-Од.
- Коблевська вул., 38а. Споруджений у 1900-х роках у стилі модерн за проектом архітектора Л. М. Чернігова. Чотириповерховий будинок. Конструктивно схожий на будинки на Коблевській вул, 38б та Софіївській вул., 16. Пам'ятник архітектури місцевого значення № 373/1-Од.
- Коблевська вул., 38б. Споруджений у 1900-х роках у стилі модерн за проектом архітектора Л. М. Чернігова. Чотириповерховий будинок. Конструктивно схожий на будинки на Коблевській вул, 38а та Софіївській вул., 16. Пам'ятник архітектури місцевого значення № 373/2-Од.
- провулок Каркашадзе. Ділянка на Малому Фонтані біля Французького бульвару.

## Галерея

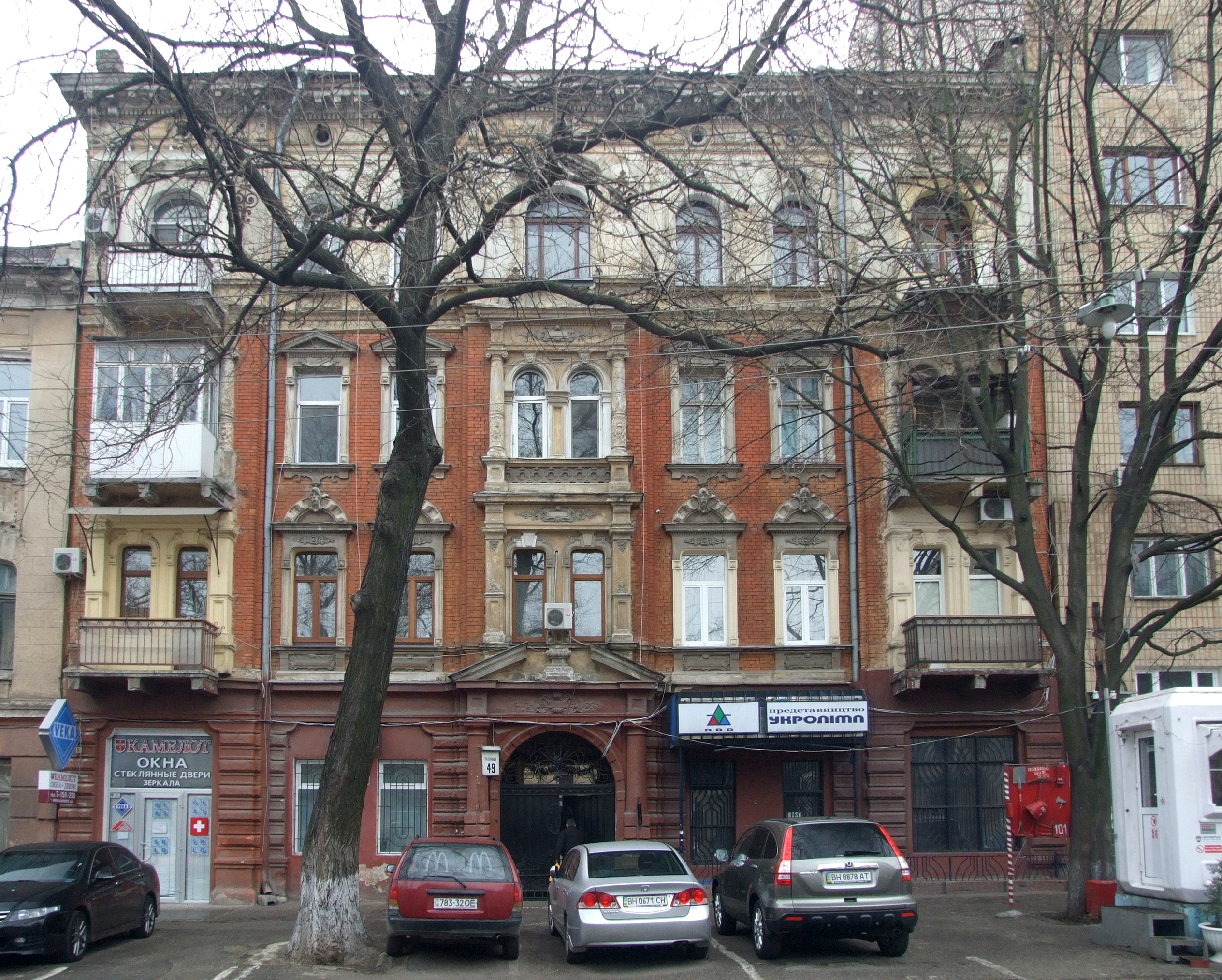
Базарна вул., 49
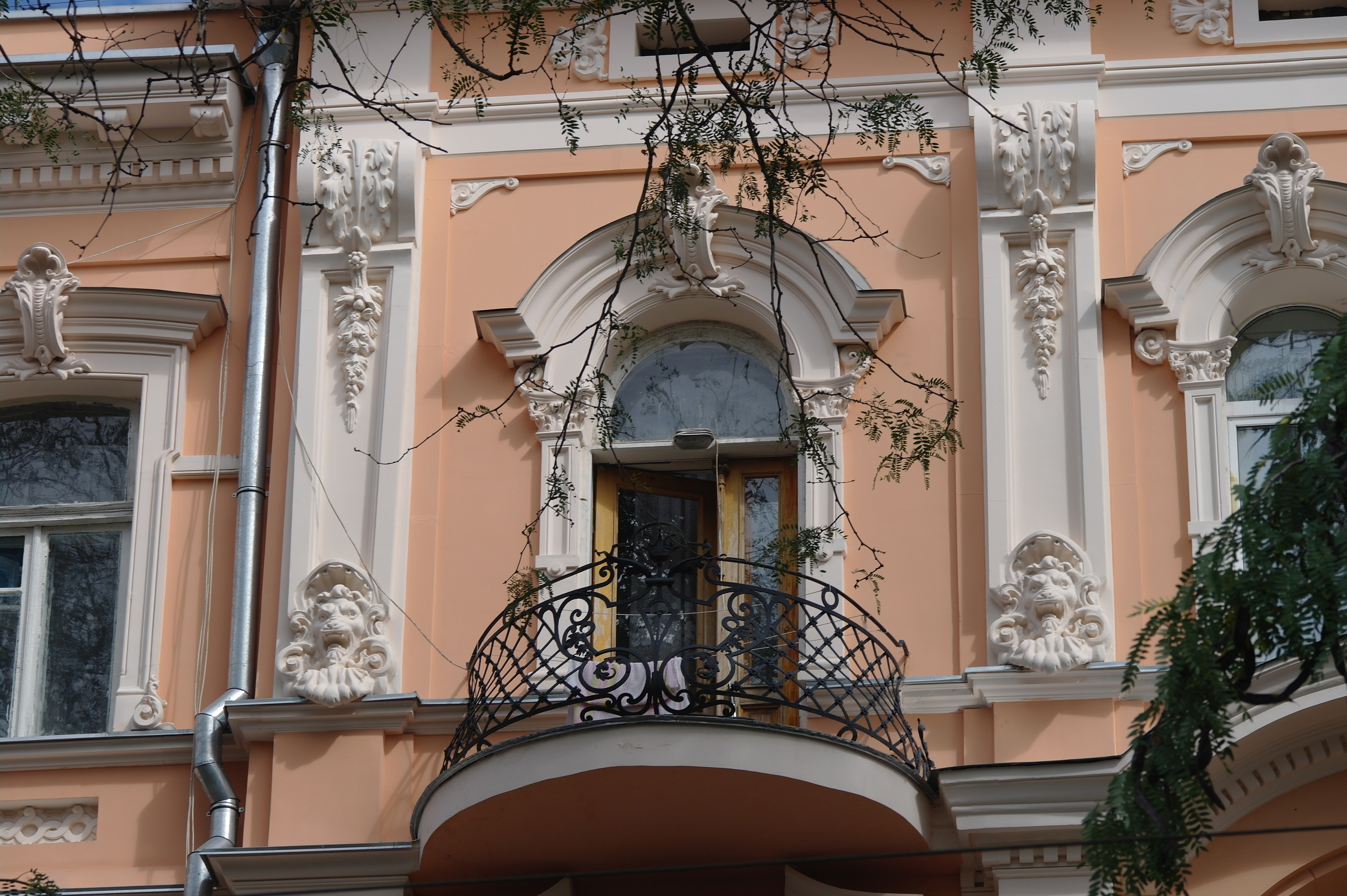
Декор будинку на Софіївській вул., 9
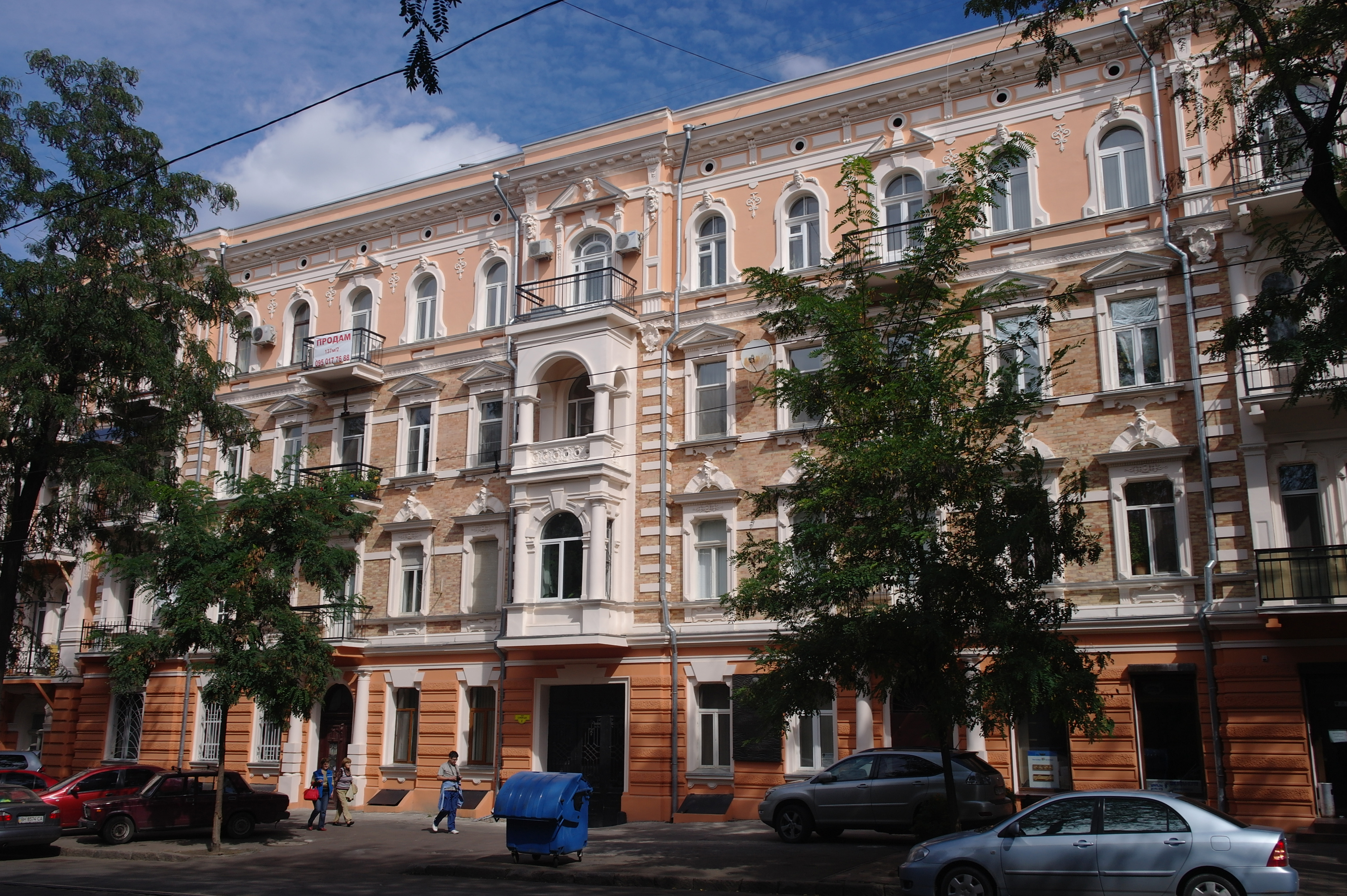
Софіївська вул., 11
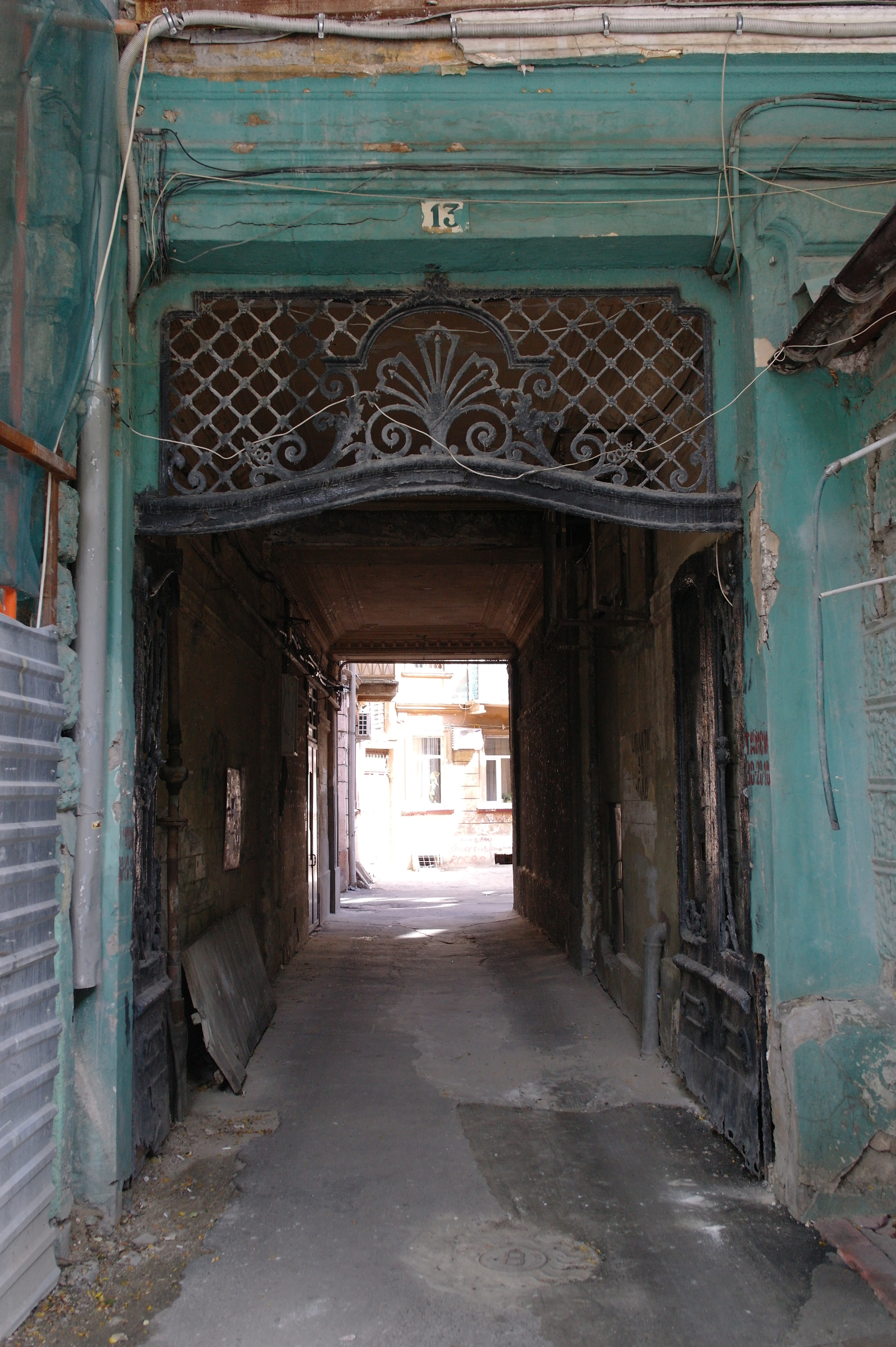
Арка проїзду на Софіївській вул., 13
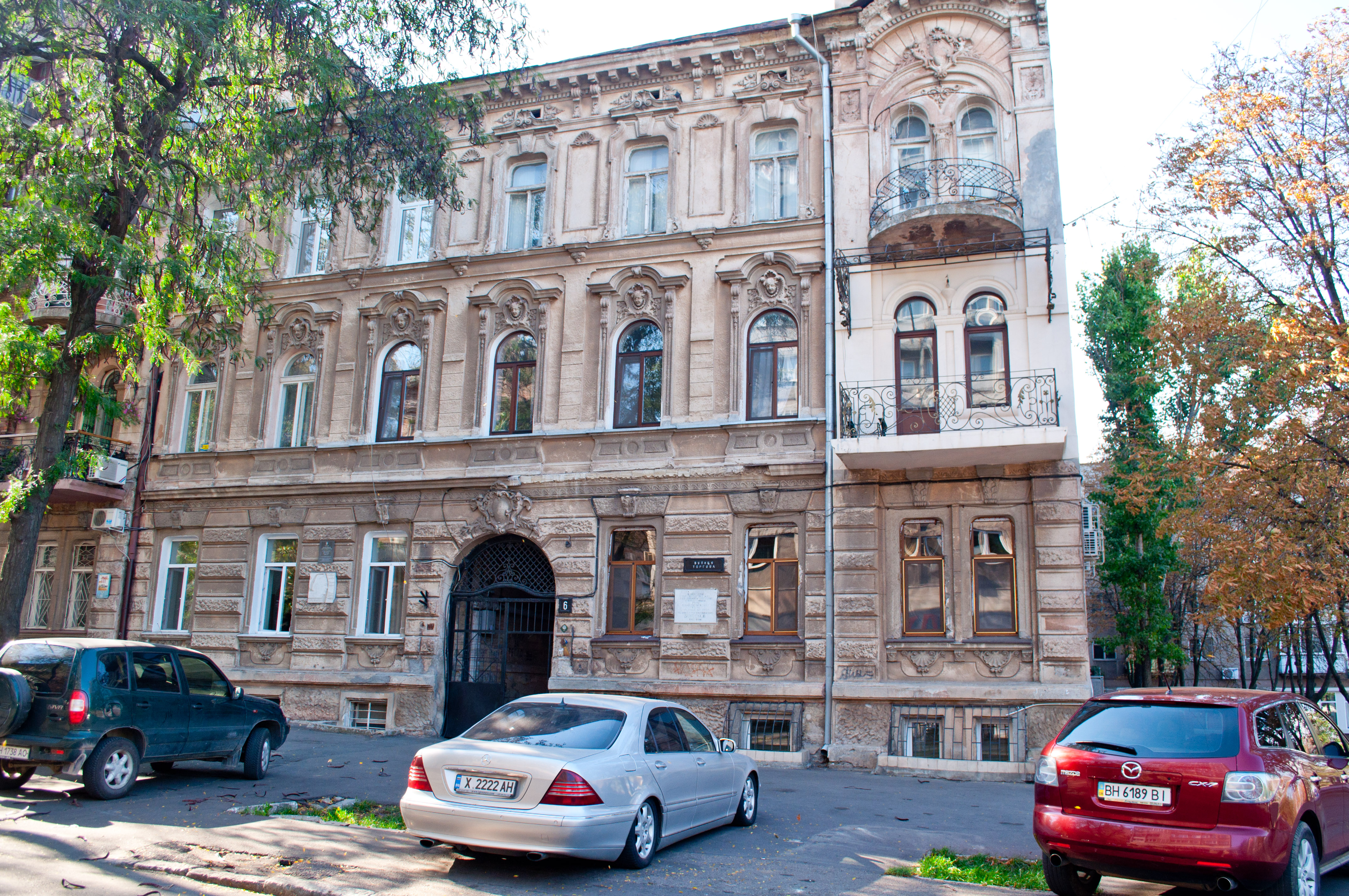
Торгова вул., 6
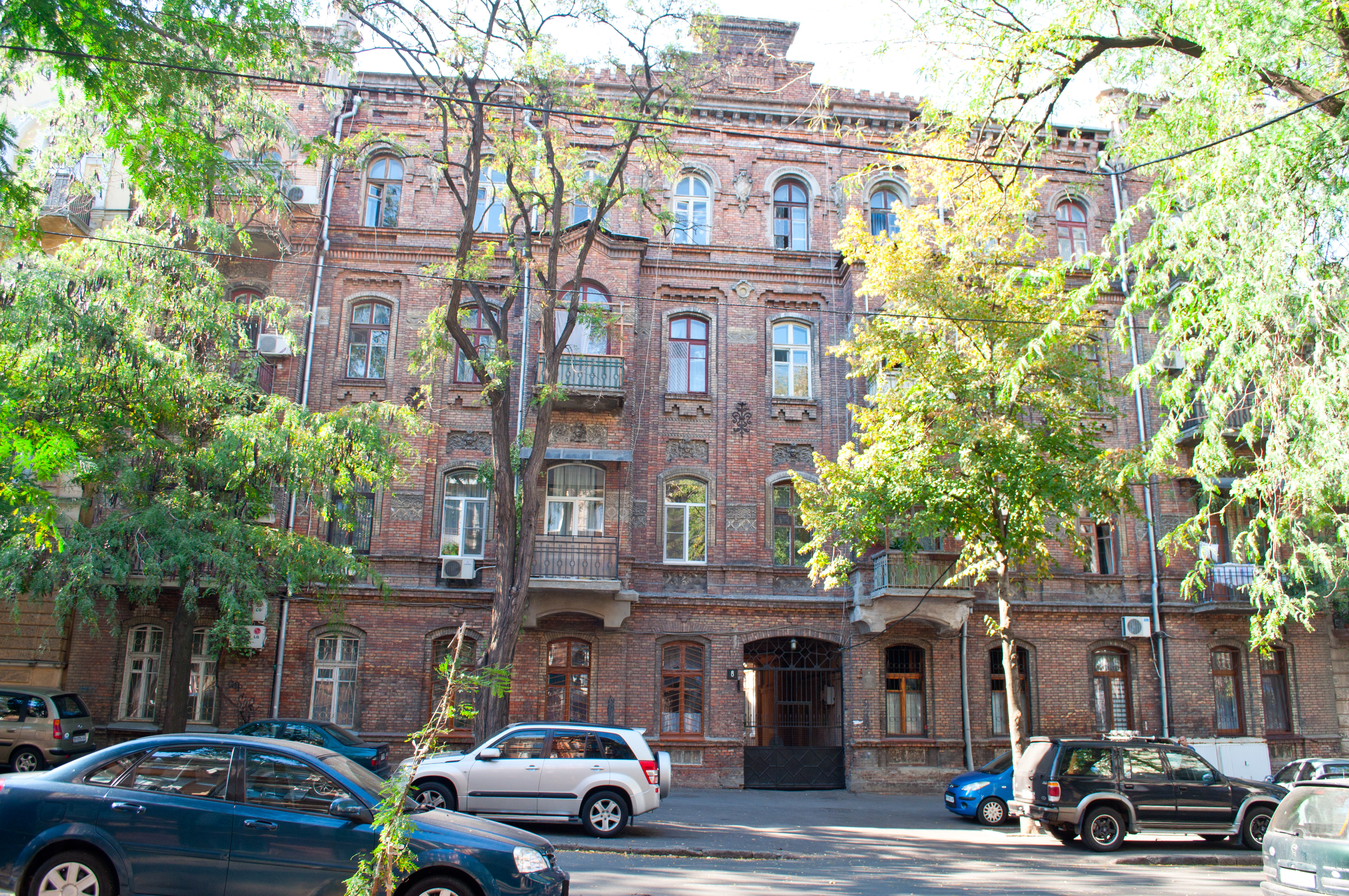
Торгова вул., 8
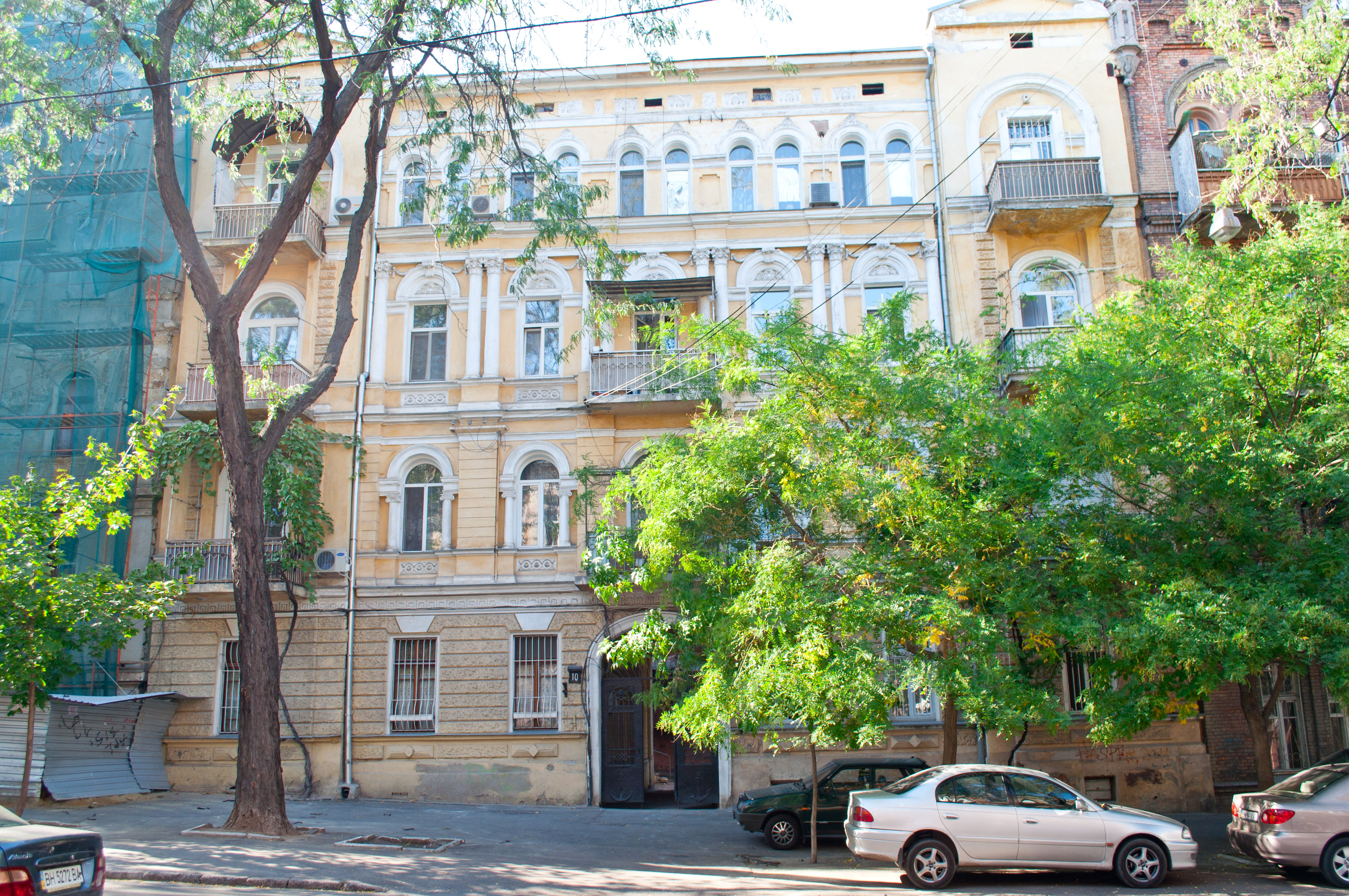
Торгова вул., 10
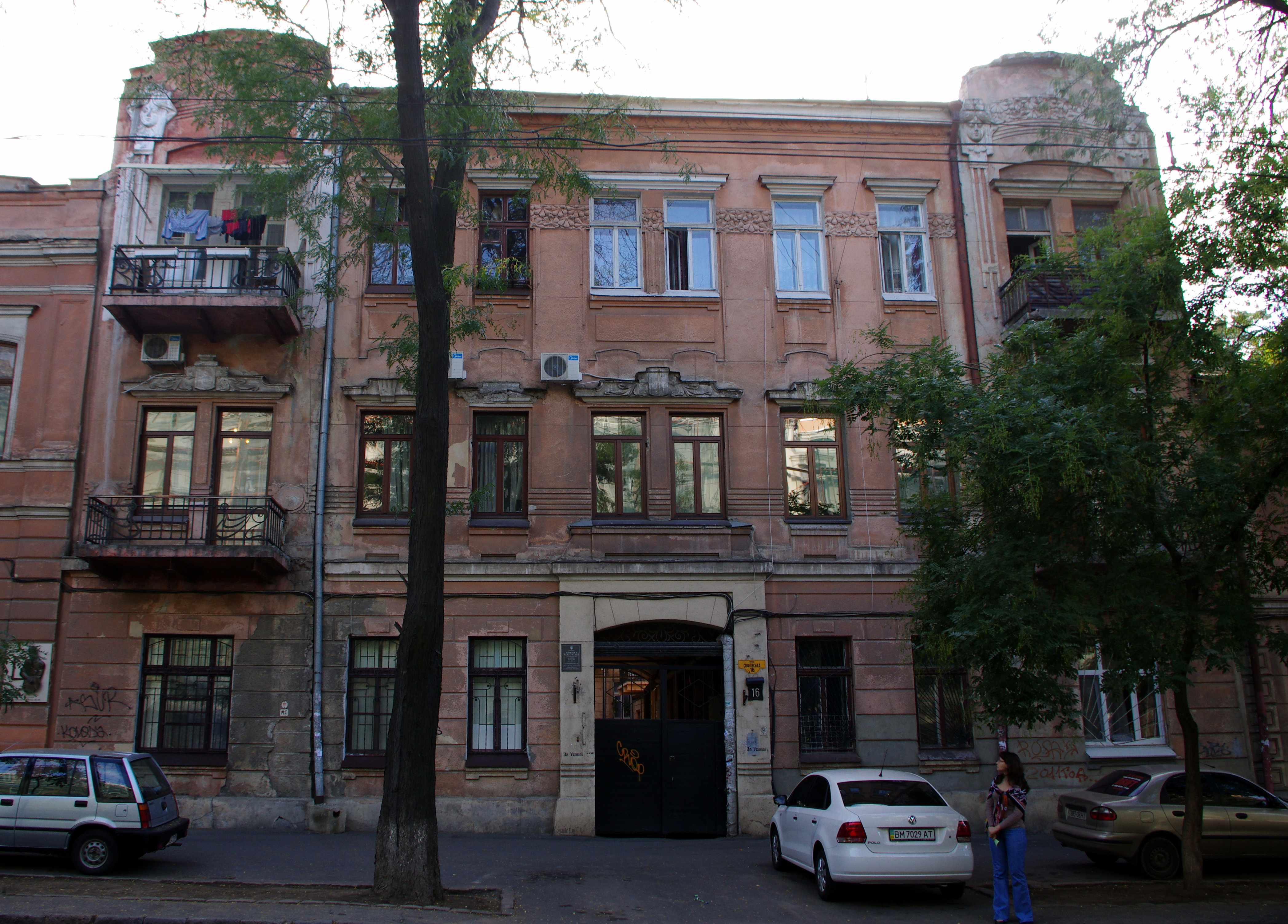
Софіївська вул., 16
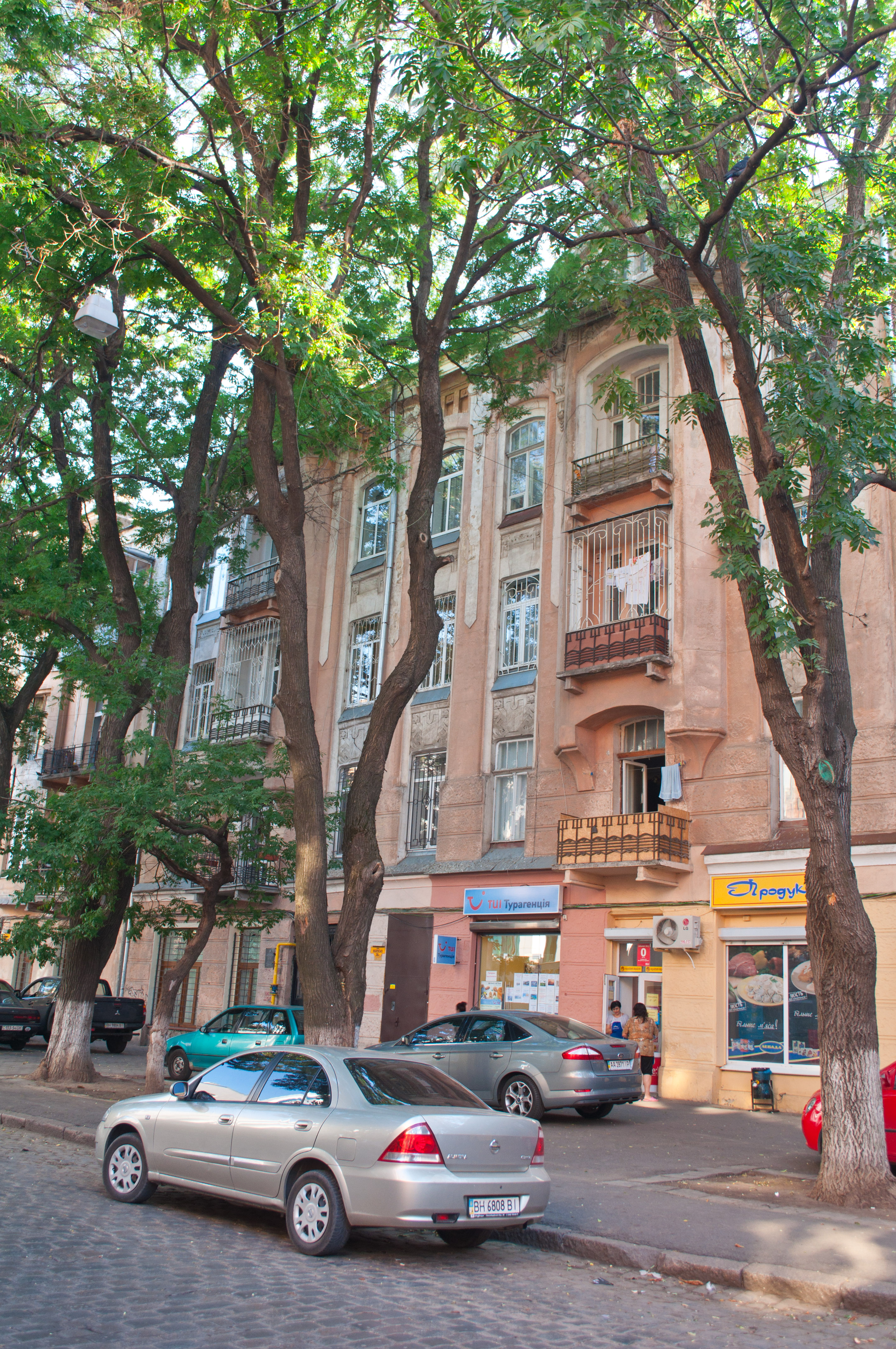
Коблевська вул., 38а
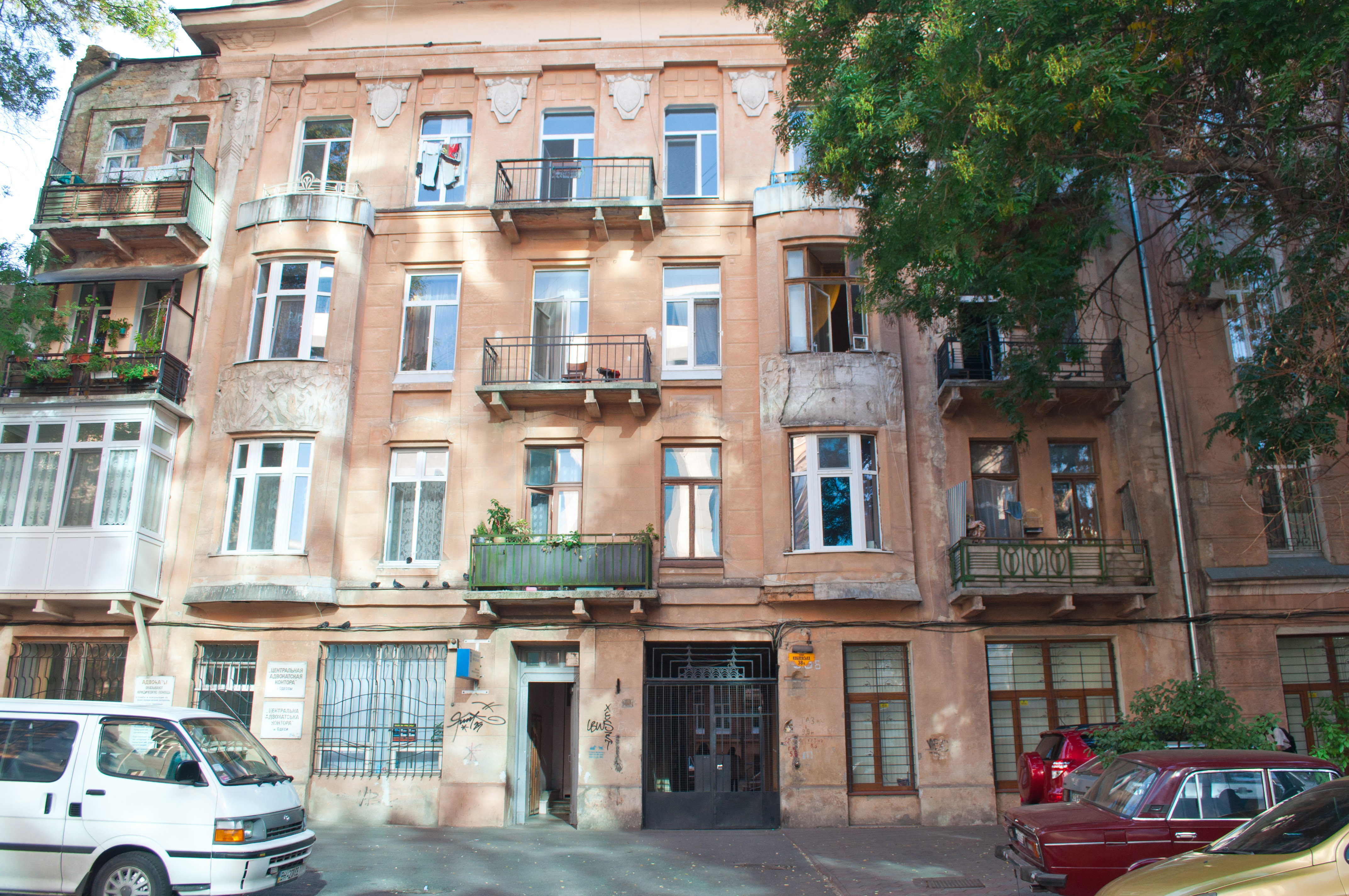
Коблевська вул., 38б
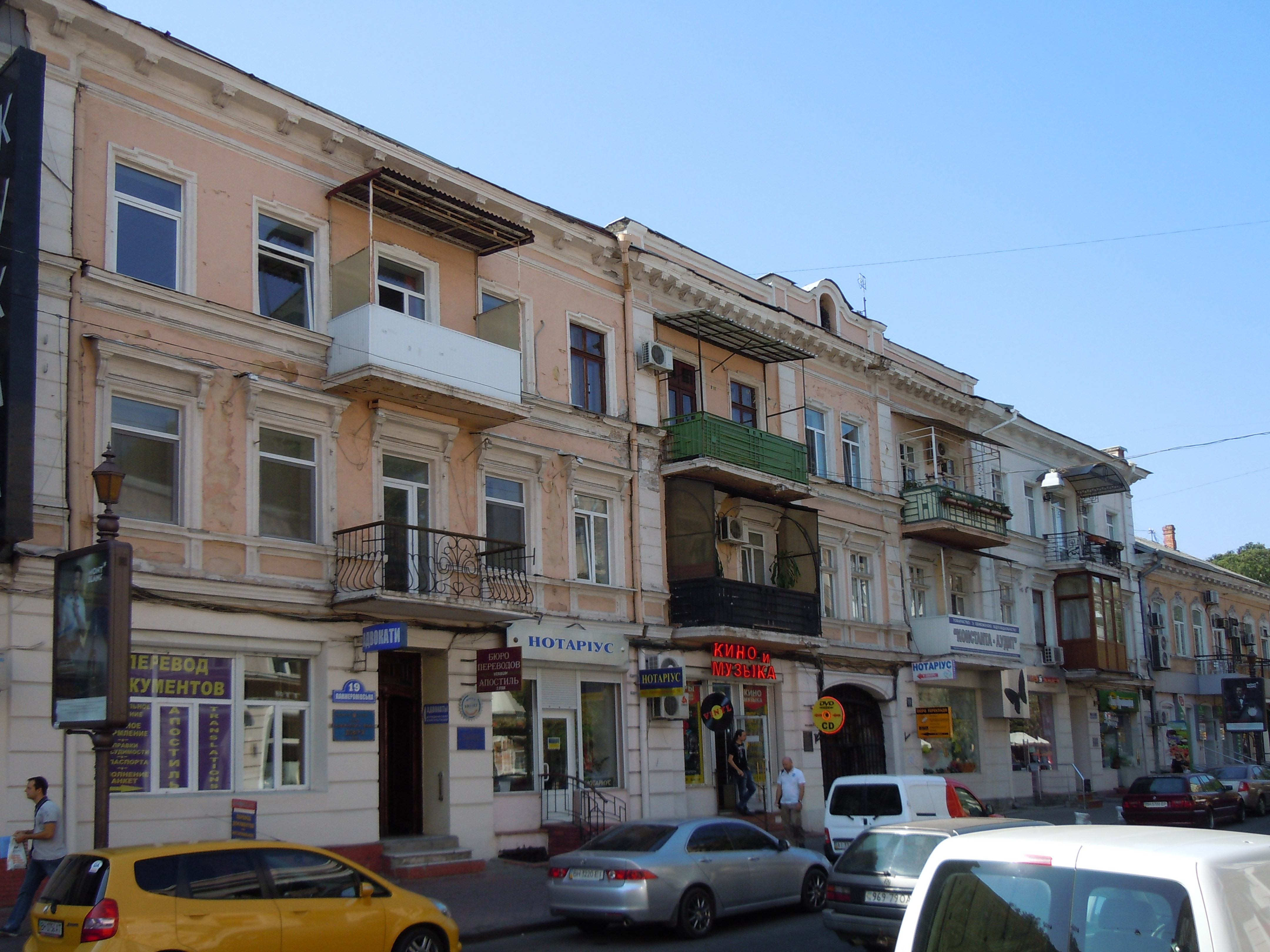
Будинок Аркудінського, пізніше Руссова. Ланжеронівська вул., 19